# Мордово-Добринська сільська рада
Мордо́во-До́бринська сільська рада (рос. Мордово-Добринский сельский совет) — сільське поселення у складі Сєверного району Оренбурзької області Росії.
Адміністративний центр — село Мордово-Добрино.

## Населення
Населення — 531 особа (2019; 751 в 2010, 1077 у 2002).

## Склад
До складу сільської ради входять:
| Населений пункт       | Населення, осіб (2002) | Населення, осіб (2010) |
| --------------------- | ---------------------- | ---------------------- |
| Ібряєво, село         | 344                    | 225                    |
| Іркуль, селище        | 80                     | 54                     |
| Мордово-Добрино, село | 261                    | 208                    |
| Новоборискино, село   | 332                    | 233                    |
| Пашкино, селище       | 52                     | 30                     |
| Шумаково, селище      | 8                      | 1                      |